# Die Häupter meiner Lieben (Film)
Die Häupter meiner Lieben ist eine schwarze Filmkomödie von Hans-Günther Bücking aus dem Jahr 1999. Sie beruht auf dem gleichnamigen Roman von Ingrid Noll. Der Film handelt von mehreren Frauen, die ihre Männergeschichten auf für Figuren von Ingrid Noll typisch makabere Art regeln.

## Handlung
Maja arbeitet als Fremdenführerin in der Toskana. Sie ist beliebt und wird von älteren Männern als Lieblingstochter und von jüngeren Männern als mögliche Geliebte angesehen. Nur sie selbst weiß, wer sie eigentlich ist. Sie berichtet aus ihrer Vergangenheit:
Sie wuchs mit ihrer Mutter und ihrem Bruder Carlo auf. Der Vater, der Künstler ist, hat die Familie schon früh verlassen. Der Bruder ist primitiv und die Mutter verrückt. Halt gibt Maja in dieser Zeit nur ihre Freundschaft zur gleichaltrigen Cora, die wie ihr Vater malt. Eines Tages stehlen Cora und Maja in einer Ausstellung eine wertvolle Vase, wobei sie von Carlos Freund Detlef beobachtet werden. Als er Maja mit seinem Wissen zum Sex zwingen will, mischt Cora ihm ein starkes Schlafmittel in ein Getränk. Cora und Maja fotografieren den schlafenden Detlef später in peinlichen Posen und haben von da an Ruhe vor ihm. Cora wiederum bleibt eines Abends allein mit Carlo zurück und Maja überrascht beide, als Carlo gerade Cora zu vergewaltigen versucht. Sie tötet Carlo und der Mord erscheint den Ermittlern als tragischer Unfall. Majas Mutter verstummt und wird in eine Psychiatrie eingewiesen. Maja, die kurz ihren Vater aufsucht und erfährt, dass er nicht nur Alkoholiker ist, sondern einst auch wegen Mordes an seinem Schwager im Gefängnis gesessen hat, wird von Coras Familie aufgenommen. Zusammen reisen sie mehrfach in den Urlaub in die Toskana. Bei einem Urlaub mit Cora lernt Maja Jonas kennen, der ihre erste große Liebe wird. Zurück in Deutschland bemerkt sie, dass sie von Jonas ein Kind erwartet. Obwohl sie keine Lust darauf hat, heiratet sie Jonas. Sohn Bela ist das einzig Erfreuliche in der Beziehung mit dem Pharmavertreter Jonas, der einst sein Medizinstudium abgebrochen hat. Irgendwann hat Maja genug und flieht mit Bela nach Italien. Hier lebt Cora auf dem Anwesen ihres reichen Ehemanns Henning.
Zwischen Henning und Cora kommt es nach Majas Ankunft immer häufiger zum Streit, will Henning doch auch ein Kind, während Cora eifrig die Pille nimmt. Als Majas Vater auf dem Grundstück erscheint, sind die beiden Frauen abgeschrieben. Beide Männer schließen eine tiefe Freundschaft, die vor allem in exzessivem Alkoholkonsum mündet. Während Maja und Cora mit Bela immer häufiger aus dem Haus fliehen, leidet vor allem Haushälterin Anna unter dem Verhalten der Männer, kommt sie mit dem Putzen doch nicht hinterher. Eines Tages kommen Cora und Maja zurück in die Villa und finden beide Männer rausch-ohnmächtig in der heruntergekommenen Küche vor. Beide Frauen sind sich ohne viele Worte einig und Maja erschlägt Henning. Die Tatwaffe wird Majas Vater untergeschoben. Henning stirbt kurz darauf im Krankenhaus und Majas Vater später an seinem schlechten Allgemeinzustand. Cora wiederum erbt von Henning 20 Millionen Mark und lebt nun mit Maja und Anna ein freies Leben: Cora findet Zeit zum Malen, Anna macht ihren Führerschein und Maja studiert in Siena Kunstgeschichte.
Anna jedoch sehnt sich mit der Zeit nach einem Mann. Die Frauen geben eine Anzeige auf, in der sie nach einem Gärtner suchen. Es erscheint jedoch Jonas, was die Frauen zu einer erneuten Flucht bewegt. Unterwegs treffen die Frauen auf den Anhalter Don aus Neuseeland, in den sich Cora verliebt. Dies führt zu einem schlechten Verhältnis zwischen den Frauen und bei Maja zu Eifersucht. Als Cora eines Tages außer Haus ist, schläft Don mit Maja und Cora überrascht beide im Bett. Zwar versöhnen sich beide Frauen, doch kündigt Cora an, aus Rache zukünftig jeden Tag mehrfach mit Don zu schlafen. Es überrascht zunächst niemanden, dass Don von Tag zu Tag erschöpfter wirkt, bis er eines Tages tot zusammenbricht. Anna hat ihn vergiftet, plante Don doch, die Frauen zu erpressen, die unter der Annahme, Don verstehe kein Deutsch, auch offen über ihre Morde gesprochen hatten. Dons Leiche wird in einer Ruine auf dem Land zurückgelassen, wobei eine neben ihm angezündete Kerze nach einer Weile auch Don verbrennen soll. Die potenziellen Gärtner bewerben sich kurz darauf und Anna findet Gefallen an dem stark stotternden und daher in der Regel lieber stummen Mario. Beide werden ein Paar und Anna stellt ihn auf die Probe: Sie erzählt ihm von den Morden und führt ihn zu Dons Leiche, die außerplanmäßig nicht in Flammen aufgegangen war. Er fängt an, für die Leiche eine Grube auszuheben, und Anna sieht ihren Test als bestanden an. Da er jedoch gleichzeitig vorschlägt, Maja und Cora mit seinem Wissen zu erpressen, ist er am Ende doch durchgefallen und wird neben Don beigesetzt.
Maja beendet ihre Rückschau und reist wie immer leichtbeschwingt als Fremdenführerin weiter durch die Toskana.

## Produktion
Die Häupter meiner Lieben wurde vom 15. September bis 5. November 1998 in München sowie in der Toskana gedreht. Die Kostüme schuf Natascha Curtius-Noss, die Filmbauten stammen von Didi Richter und Silke Buhr. Der Film lief am 29. Juli 1999 in den deutschen Kinos an und wurde im Februar 2000 auf Video und im Februar 2002 auf DVD veröffentlicht. Am 7. November 2001 zeigte die ARD den Film erstmals im deutschen Fernsehen.
Der Film war das Regiedebüt von Hans-Günther Bücking, der bis dahin als Kameramann gearbeitet hatte. „Das Eindrucksvollste an Bückings Regie-Debüt sind denn auch ein paar schwelgerische Landschaftsaufnahmen, sein Gespür für Räume und Bildkompositionen“, urteilte die Kritik.

## Kritiken
Der film-dienst nannte Die Häupter meiner Lieben einen „attraktiv fotografierte[n], musikalisch leichte[n] Frauenkrimi, der mit weiblichen Stärken und männlichen Schwächen kokettiert“. Positiv wurde das Spiel von Heike Makatsch, Christiane Paul und Andrea Eckert hervorgehoben; dennoch verharre der Film „allzu selbstgefällig an der arg glatten Oberfläche des Sujets, so dass sich weder Abgründe auftun noch psychologische Feinheiten zu erkennen geben.“ Auch die TV-Movie urteilte ähnlich, so habe Regisseur Bücking zwar die Toskana-Idylle „herrlich künstlerisch“ gefilmt. „Leider vergisst er dabei die Dramaturgie der Handlung, schwarzer Humor blitzt nur ansatzweise durch. Neben den Bildern bleiben einzig die charmanten Hauptdarstellerinnen in Erinnerung. Das ist zu wenig.“ Der Spiegel lobte allein die Kameraarbeit des Films und schrieb: „Hübsch fotografiert und also allzeit nett anzusehen, staksen die Hauptdarstellerinnen durch den Film.“
Kritiker Karl-Heinz Schäfer von der cinema-Redaktion schrieb, dass er dem Film wünschte, er würde gelingen. Einerseits weil die Vorlage von Deutschlands „First Lady of Crime“ Ingrid Noll stammt, „weil mit Christiane Paul und Heike Makatsch zwei hinreißende, starke Frauen“ mitspielen und „weil es nirgendwo schöner ist als am Schauplatz Toskana“. Die Hoffnung wurde jedopch enttäuscht, da der Regisseur „aus der bitterbösen Story“ mordender Frauen „einen belanglosen Reiseprospekt“ gemacht habe. „Auf Witz, Spannung oder Ironie zu warten erweist sich als so sinnlos, wie SPD-Mitglieder in die Toskana zu tragen.“ Einziger Erfolg des Filmes wäre, „wenn Heike Makatsch – mit ihren Bette-Davis-Eyes der geborene Filmstar – nach diesem Fiasko lernt, ihre Projekte sorgfältiger auszuwählen“. Das Urteil lautet daher: „Killerladies ohne Biß und Pfiff“, urteilte auch Cinema. Während die TV Spielfilm den Film als „misslungene Krimikomödie“ bezeichnete und zusammenfasste: „weder schwarz noch spannend. Asche auf diese Häupter!“